# Aleksandyr Bożkow
Aleksandyr Dimow Bożkow, bułg. Александър Димов Божков (ur. 9 sierpnia 1951 w Sofii, zm. 23 sierpnia 2009 w Sofii) – bułgarski polityk i ekonomista, deputowany 37. kadencji Zgromadzenia Narodowego.

## Życiorys
Ukończył prowadzoną przez Amerykanów szkołę średnią w Bagdadzie, a w 1974 uzyskał dyplom inżyniera na Uniwersytecie Technicznym w Sofii (specjalność energetyka przemysłowa). Po studiach pracował jako inżynier nadzoru technicznego w jednej z bułgarskich firm, realizujących kontrakty w Libii.
W latach 90. XX w. związał się ze Związkiem Sił Demokratycznych, awansując w 1995 na stanowisko wiceprzewodniczącego partii. W 1992 rozpoczął pracę w ministerstwie rozwoju regionalnego, zaś rok później został dyrektorem rady kontrolnej w Agencji Prywatyzacji Majątku Państwowego. W roku 1994 otrzymał mandat deputowanego do parlamentu, z okręgu Dobricz.
W 1997 objął stanowisko ministra gospodarki i wicepremiera w rządzie, kierowanym przez Stefana Sofijanskiego, a także w kolejnym gabinecie Iwana Kostowa. W 1999 został zdymisjonowany przez Kostowa. W tym czasie zajmował się prywatyzacją największych zakładów przemysłowych, prasa oskarżała go o przyjmowanie z tego tytułu korzyści majątkowych. Pod koniec 1999 Bożkow został mianowany głównym negocjatorem Bułgarii w sprawie akcesji tego kraju do Unii Europejskiej. Zrezygnował z tej funkcji w czerwcu 2000. Przez ostatnie lata swojego życia kierował Ośrodkiem Rozwoju Ekonomicznego, był częstym gościem programu „Muzyka dla duszy”, (bułg. Музика за душата), nadawanej przez Darik Radio. Autor felietonów do pisma Dnewnik.
W 2004 otrzymał wyrok w zawieszeniu za jedną z niewłaściwie przeprowadzonych prywatyzacji, wyrok został jednak anulowany przez Sąd Apelacyjny.
Zmarł na chorobę nowotworową.